# 陳紹
陳紹（1501年—1545年），字用光，號樓山，又號百樓，浙江紹興府上虞縣人，民籍，明朝政治人物。

## 生平
嘉靖元年（1522年）壬午科浙江鄉試第五十一名舉人，十四年（1535年）中式乙未科會試第一百九十名，三甲第十七名進士。授廬州府推官，十九年（1540年）任河南道監察御史，任內彈劾嚴嵩違法，後官至韶州府知府，任內去世。

## 家族
曾祖陳滂；祖父陳頊；父陳逑，母俞氏。具慶下。兄陳繪、陳緒，弟陳級、陳緩、陳絳、陳綰。